# مارک راون‌هیل
مارک ریون‌هیل (انگلیسی: Mark Ravenhill؛ زادهٔ ۱۹۶۶) نمایشنامه‌نویس، فیلم‌نامه‌نویس، بازیگر تئاتر، روزنامه‌نگار، و کارگردان نمایش اهل بریتانیا است.
آثار او نخستین‌بار با ترجمه‌های حمید دشتی در ایران منتشر شد: نمایشنامه‌ی «بُرش» نشر کرگدن، «آن طرف» و «ترکه» نشر کتاب دیدآور.